# Campeonato Paraense de Futebol Feminino Sub-20
O Campeonato Paraense Feminino Sub-20 é uma competição de futebol feminino organizada pela Federação Paraense de Futebol (FPF). Foi a primeira competição estadual de base feminina e surgiu visando suprir uma lacuna da modalidade e atender as necessidades dos clubes paraenses.
O Paysandu é o clube com o maior número de conquistas neste torneio, totalizando quatro títulos.

## História
Visando fomentar o futebol feminino, revelar novos talentos e incentivar a prática do esporte, a primeira edição foi disputada em 2019, com o Paysandu conquistou o título ao derrotar o ESMAC na decisão.
As temporadas de 2020 e 2021, acabaram sendo cancelado devido à pandemia de Covid-19. O torneio retornou em 2022, com a conquista do bicampeonato do Paysandu após o clube vencer todos os jogos que disputou. A equipe alviceleste sagrou-se também campeã em 2023 e 2024.

## Campeões

### Títulos por clube
| Pos | Clube         | Título | Vice | 3.º lugar | 4.º lugar |
| --- | ------------- | ------ | ---- | --------- | --------- |
| 1.º | Paysandu      | 4      | —    | —         | —         |
| 2.º | ESMAC         | —      | 2    | —         | —         |
| 3.º | Cabanos       | —      | 1    | 1         | 2         |
| 4.º | Tiradentes-PA | —      | 1    | 1         | 1         |
| 5.º | Remo          | —      | —    | 1         | —         |
| 5.º | Terra Alta    | —      | —    | 1         | —         |
| 7.º | Boca Júnior   | —      | —    | —         | 1         |

### Títulos por cidade
| Pos | Cidade     | Título | Vice | 3.º lugar | 4.º lugar |
| --- | ---------- | ------ | ---- | --------- | --------- |
| 1.º | Belém      | 4      | 1    | 2         | 2         |
| 2.º | Ananindeua | —      | 3    | 1         | 2         |
| 3.º | Terra Alta | —      | —    | 1         | —         |